# Obsoleto (romanzo)
Obsoleto è un romanzo dell'artista e scrittore italiano Vincenzo Agnetti.
La prima edizione è uscita nel 1967, inaugurando la collana Denarratori di Vanni Scheiwiller. La copertina è stata progettata da Enrico Castellani.

## Edizioni
- Obsoleto, collana Denarratori n.1, 1000 esempl. num., Milano, All'insegna del pesce d'oro, ed. Scheiwiller, 1967.[4]
- Obsoleto, collana Diaforia (a cura di Giuseppe Calandriello e Daniele Poletti) saggi di Germana Agnetti, Cecilia Bello Minciacchi, Bruno Corà, Corrado Costa, 200 esempl., Viareggio, Cinquemarzo, 2017.[5]